# Кордова – Бадахос
Кордова – Бадахос – газопровід в Іспанії. Також відомий як Gasoducto de Extremadura.
Трубопровід ввели в дію у 1996 році на тлі початку імпорту алжирського природного газу, який подали по трубопроводу Таріфа – Кордова. Від газового хабу в Кордові на північний схід до Бадахосу проклали лінію завдовжки 251 кілометр, що складається з двох ділянок – діаметром 800 мм до Альмендралехо та діаметром 700 мм від Альмендралехо до Бадахосу.
Газопровід розрахований на робочий тиск у 8 МПа та пропускну здатність 6 млрд м3 на рік.
На схід від Бадахосу існує сполучення з газопроводом Альмендралехо – Cамора – Ов'єдо, а західніше Бадахосу знаходиться інтерконектор з португальским газопроводом Кампо-Майор – Лейрія.